# Пеннотье
Пеннотье́ (фр. Pennautier) — коммуна во Франции, находится в регионе Лангедок — Руссильон. Департамент коммуны — Од. Входит в состав кантона Северный Каркасон. Округ коммуны — Каркасон.
Код INSEE коммуны — 11279.

## Население
Население коммуны на 2008 год составляло 2511 человек.
| 1962 | 1968 | 1975 | 1982 | 1990 | 1999 | 2008 |
| ---- | ---- | ---- | ---- | ---- | ---- | ---- |
| 1076 | 1245 | 1275 | 1375 | 1936 | 2251 | 2511 |

## Экономика
В 2007 году среди 1578 человек в трудоспособном возрасте (15—64 лет) 1148 были экономически активными, 430 — неактивными (показатель активности — 72,8 %, в 1999 году было 71,6 %). Из 1148 активных работали 1029 человек (553 мужчины и 476 женщин), безработных было 119 (39 мужчин и 80 женщин). Среди 430 неактивных 129 человек были учащимися или студентами, 139 — пенсионерами, 162 были неактивными по другим причинам.